# Nhà hát Odéon

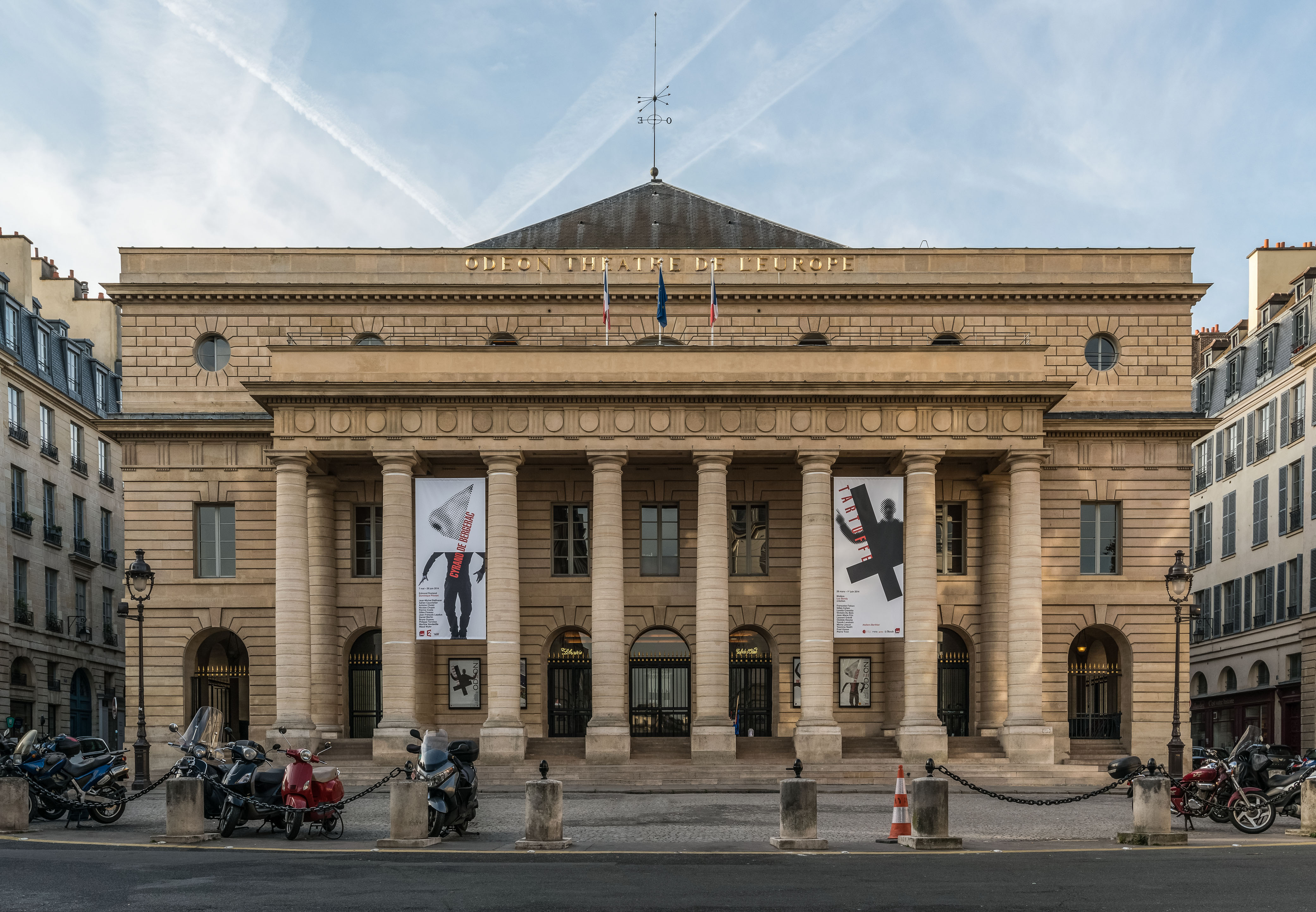
Nhà hát Odéon

Nhà hát Odéon (tiếng Pháp: Théâtre de l'Odéon, còn có tên Théâtre de l'Europe) nằm ở Quận 6 thành phố Paris. Công trình được xây dựng trong khoảng thời gian từ 1779 đến 1782 theo phong cách kiến trúc Cổ điển mới, dành cho đoàn kịch Comédie-Française. Vào thế kỷ 19 Odéon trở thành một trong những nhà hát danh tiếng của Paris nhờ sự có mặt của nhiều diễn viên danh tiếng, trong đó có huyền thoại Sarah Bernhardt. Sau Chiến tranh thế giới thứ hai, nhà hát tiếp tục giữ vai trò trung tâm của kịch nghệ nhờ những vở diễn của các tác giả như Samuel Beckett, Marguerite Duras.
Odéon ngày nay là một trong năm nhà hát quốc qua Pháp. Với sức chứa 800 chỗ ngồi, nhà hát đón khoảng 70 ngàn khán giả mỗi năm. Ngoài nhà hát chính ở khu phố Saint-Germain-des-Prés, Odéon còn một phòng biểu diễn ở Quận 17.
| Métro Paris | Bến tàu điện ngầm: Odéon |

## Nhà hát Odéon
Odéon nằm ở số 2 phố Corneille, khu vực tập trung nhiều nhà hát của thành phố. Mặt trước của công trình, một hàng cột thẳng đứng đặc trưng cho phong cách Cổ điển mới. Bên trong, sảnh hình vuông cũng được trang trí các cột và hai cầu thang đối xứng ở hai bên. Phòng trình diễn mang hình elip là tác phẩm của kiến trúc sư Jean-François-Thérèse Chalgrin khi nhà hát được sửa chữa sau vụ cháy năm 1799. Trần nhà hát được André Masson trang trí lại vào năm 1965 với chủ đề thần Apollon cùng các nhận vật nổi tiếng của nghệ thuật sân khấu.
Bên cạnh nhà hát ở Saint-Germain-des-Prés, Odéon có thêm phòng biểu diễn Ateliers Berthier ở đại lộ Berthier, Quận 17. Công trình này vốn là một nhà kho được kiến trúc sư Charles Garnier cho xây dựng năm 1895, phục vụ cho Nhà hát quốc gia Paris. Tới năm 2003, Ateliers Berthier được sửa chữa lại và mở cửa đón tiếp công chúng. Từ 2006, phòng trình diễn này được về Odéon.
Tổng cộng Odéon hiện nay có khoảng 120 nhân viên, mỗi năm tổ chức gần 300 buổi trình diễn. Năm 2007, nhà hát ở chính ở Saint-Germain-des-Prés đón 71.116 khán giả. Ateliers Berthier với 395 chỗ cũng đón 45.409 lượt khán giả

## Lịch sử

### Thế kỷ 17

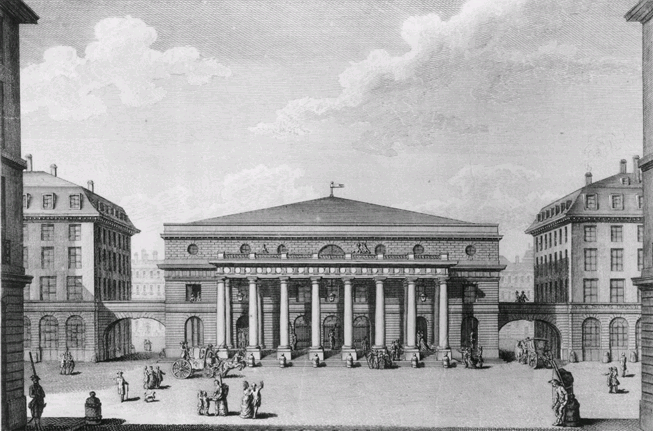
Nhà hát thời kỳ Cách mạng Pháp

Từ năm 1687, đoàn kịch Théâtre-Français chuyển về một căn phòng trên phố Ancienne Comédie. Vì địa điểm quá hẹp, vào năm 1767, Hầu tước Marigny yêu cầu hai kiến trúc sư Marie-Joseph Peyre và Charles de Wailly xây dựng một nhà hát trên khu đất của Thân vương xứ Condé. Nhưng phải sau chiến tranh, tới năm 1780, Bá tước Provence mới đặt viên đá đầu tiên bắt đầu cho việc thi công công trình. Trong khoảng thời gian này, đoàn kịch trú tạm trong căn phòng Salle des Machines của cung điện Tuileries.
Ngày 9 tháng 4 năm 1782, Maria Antonia của Áo khánh thành "Ngôi đền mới mà sự hào hiệp của hoàng gia dựng nên dành cho vinh quang của nghệ thuật sân khấu". Đoàn kịch Théâtre-Français chuyển tới nhà hát Odéon nhưng vẫn giữ cái danh nghĩa trước đó: Comédiens ordinaires du Roi, tức Đoàn kịch của nhà vua. Tại Odéon, ngày 27 tháng 4 năm 1784, vở Le Mariage de Figaro của Beaumarchais được trình diễn trước Maria Antonia và hoàng gia.
Vào thời kỳ Cách mạng Pháp, Théâtre-Français bị tách làm hai. Diễn viên Talma cùng những người cộng hòa bỏ về nhà hát tại Palais-Royal bên hữu ngạn. Năm 1793, vở L'Ami des Lois của nhóm ở lại bị cấm. Tiếp theo đó, tới vở Pamela ou la Vertu récompensée của François de Neufchâteau thì nhà hát phải đóng cửa, nhiều diễn viên bị bắt. Ngày 27 tháng 6 năm 1794, đoàn kịch mới mang tên Théâtre Égalité, tức Sân khấu bình đẳng, "bởi nhân dân và vì nhân dân" được thành lập. Nhưng sau khi Maximilien de Robespierre bị xử chém ngày 28 tháng 7 năm 1794, các diễn viên bị bắt lại quay về Odéon. Sự bất đồng giữa hai nhóm diễn viên khiến đoàn kịch phải giải tán vào tháng 12 năm đó.
Tới năm 1796, Théâtre-Français lấy tên Odéon, xuất phát từ Odeum, có nghĩa nơi dành cho ca hát. Quyết định ngày 13 tháng 7 năm 1796 của Ban đốc chính giao Théâtre-Français cho nhà thầu Poupart-Dorfeuille et Cie để thành lập một nhà hát quốc gia. Nhưng Poupart-Dorfeuille et Cie thất bại, hợp đồng được chuyển cho một chủ nhà băng cũ là Sageret. Théâtre-Français được chia làm hai, một phần thuộc về phố Loi và một phần ở lại Odéon.

### Thế kỷ 19
Sarah Bernhardt

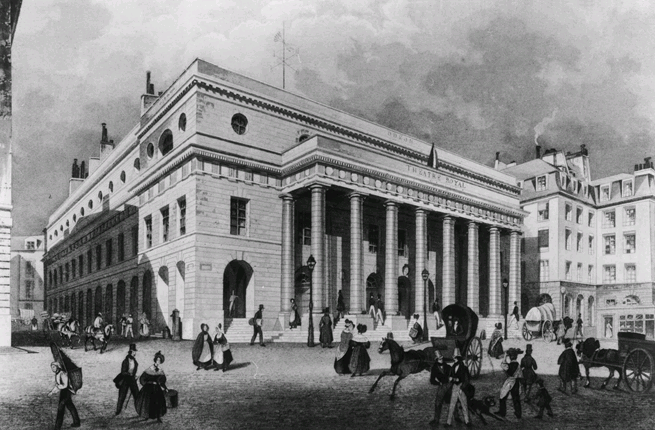
Odéon khoảng năm 1829

Ngày 18 tháng 3 năm 1799, một đám cháy lớn thiêu chụi một phần Odéon. Kiến trúc sư Chalgrin nhận trách nhiệm sửa chữa và nhà hát mở cửa trở lại vào tháng 6 năm 1808 với tên Théâtre de Sa Majesté l'Impératrice et Reine, tức Nhà hát của Hoàng đế và Hoàng hậu. Nhưng tới ngày 20 tháng 3 năm 1818, Odéon lại bị cháy lần thứ hai. Các diễn viên phải chuyển tới phòng Favart trong 8 tháng. Pierre Thomas Baraguay, kiến trúc sự của Viện công khanh, xây dựng lại. Tháng 9 năm 1819, nhà hát hoàn thành và mang tên Second Théâtre-Français. Theo lệnh của Louis XVIII, Comédie-Française trở về Odéon.
Cuối thập niên 1820, một số vở kịch của Victor Hugo được trình diễn ở Odéon. Trong Ba ngày vinh quang của Cách mạng tháng Bảy 1830, nhà hát là một trong những trung tâm của cuộc nổi dậy. Thời kỳ Quân chủ tháng Bảy, ngoài Comédie-Française, một số gánh hát khác cũng trình diễn ở Odéon khiến nhà hát mang biệt danh Théâtre omnibus, tức Nhà hát hành khách. Tuy vậy, Odéon cũng gặt hái được một vài thành công nhờ các tên tuổi diễn viên như Marie Dorval, Rachel Félix... Ngày 15 tháng 8 năm 1866, Sarah Bernhardt bắt đầu khởi nghiệp tại Odéon với vai diễn Aricie trong Phèdre của Jean Racine. Sau khi phải đóng cửa trong thời kỳ Paris bị vây hãm cuối Chiến tranh Pháp-Phổ, Odéon mở cửa trở lại cùng với nền cộng hòa mới. Sarah Bernhardt lên tới đỉnh cao nhờ vở Ruy Blas của Victor Hugo.

### Thế kỷ 20
Năm 1906, André Antoine trở thành giám đốc nhà hát, Odéon thay đổi bộ mặt. Phòng trình diễn của nhà hát được sửa chữa lại với 300 ghế ngồi sang trọng. Hệ thống điện cũng được lắp đặt. Cùng với đó, đoàn kịch của nhà hát cũng có những phát triển. Vở Julius Caesar của William Shakespeare được trình diễn cuối năm 1906 có sự tham gia của 500 diễn viên cùng 70 kỹ thuật viên. Nhưng tới năm 1914, do những khó khăn trong quản lý, André Antoine từ chức. Trong những năm Chiến tranh thế giới thứ nhất, nhà hát vẫn có gắng duy trì các buổi trình diễn.
Năm 1930, nhà hát Odéon được sửa chữa lại toàn bộ. Chiến tranh thế giới thứ hai nổ ra, Paris bị chiếm đóng, Odéon phải đóng cửa vào tháng 8 năm 1944. Thời kỳ hậu chiến, nhà hát bắt đầu tìm lại được thành công. Trong những năm 1960, nhiều tác phẩm các những nhà viết kịch lớn được trình diễn ở Odéon: Oh les beaux jours của Samuel Beckett, Des journées entières dans les arbres của Marguerite Duras, Rhinocéros của Eugène Ionesco... Trong cuộc bạo động Tháng 5 năm 1968, các sinh viên chiếm lấy nhà hát. Sau khi vụ việc kết thúc, Odéon lại phải đóng cửa vài tháng để tu sửa.
Tới tháng 9 năm 1971, Odéon trở thành nhà hát quốc gia. Quyết định ngày 1 tháng 7 năm 1990, Odéon trở thành Nhà hát châu Âu, dành cho "những di sản kịch nghệ của châu Âu. Thư viện Jean-Louis Barrault hoàn thành năm 1995, dành cho độc giả tìm hiểu về nghệ thuật kịch với những lưu trữ đa dạng: hình ảnh, âm thanh, tài liệu.... Thập niên 2000, nhà hát được sửa chữa một lần nữa và mở cửa trở lại vào năm 2006. Odéon còn có thêm một phòng trình diễn nữa ở Quận 17.